# Montehano (Escalante)
Montehano, Montejano o Montejanu es una localidad del municipio de Escalante (Cantabria, España). En el año 2022 contaba con una población de 45 habitantes (INE). La localidad se encuentra a 10 metros de altitud sobre el nivel del mar, y a 2,5 kilómetros de la capital municipal, Escalante.

## Patrimonio
Destaca del lugar las ruinas de un castillo del siglo XIII sobre el Monte Hano, que fue declarado Bien de Interés Cultural en el año 1993 con la categoría de Monumento. También es reseñable el Convento de los Padres Capuchinos de Montehano, declarado Bien de Interés Cultural con la categoría de Monumento en el año 1981. Todo ello está dentro de la isla de Montehano.